# Distretto di Saba Yoi
Il distretto di Saba Yoi (in thailandese: สะบ้าย้อย) è un distretto (amphoe) della Thailandia, situato nella provincia di Songkhla.